# Glenea ornamentalis
Glenea ornamentalis är en skalbaggsart som beskrevs av Stefan von Breuning 1953. Glenea ornamentalis ingår i släktet Glenea och familjen långhorningar. Inga underarter finns listade i Catalogue of Life.